# Sajjad Hyder
Sajjad Hyder (* 17. Juli 1920) ist ein ehemaliger pakistanischer Diplomat.

## Leben
Sajjad Hyder trat am 1. September 1947 in den Pakistan Foreign Service. Er war 1957 Deputy High Commissioner in Neu-Delhi und Deputy High Commissioner 1959 in London. Von Oktober 1961 bis August 1965 war er Botschafter in Bagdad. Von August 1965 bis Dezember 1968 war er Botschafter in Kairo.
Sajjad Hyder war nach dem Zweiten Indisch-Pakistanischen Krieg von 2. Juli 1968 bis zum Dritten Indisch-Pakistanischen Krieg im Dezember 1971 Hochkommissar in Neu-Delhi. Von 1973 bis 1974 war er Botschafter in Bonn.
Von 1975 bis 1977 war er Botschafter in Moskau. Von 1979 bis 1980 war er Botschafter in Den Haag.

## Veröffentlichungen
- Pakistan and the suez Crisis I, Muslim, Islamabad, February 28, 1983.
- Aspects of Foreign Policy: How Should Pakistan Negotiate?, 1986
- Foreign policy of Pakistan: reflections of an ambassador, 1987 - 155 S